# Paulette Christian
Pour les articles homonymes, voir Christian.
Paulette Christian, née Paulette Sandan à Nice en France en 1927 et morte le 20 novembre 1967 à Buenos Aires, est une vedette franco-argentine, chanteuse et actrice de cinéma, de théâtre et de télévision qui a eu une longue carrière en Argentine.

## Biographie
Elle a été membre de la Résistance en France pendant la Seconde Guerre mondiale. Elle passe sept ans aux États-Unis avant d'entamer une carrière d'actrice durant l'âge d'or du cinéma et de la télévision en Argentine. Elle apparaît aux côtés de José Cibrian, Osvaldo Miranda, Angel Magaña (en), Zulma Faiad, Jorge Larrea, Susana Campos, Amelia Bence, entre autres. Elle a été une pionnière dans le style des bataclanas en Argentine, avec May Avril et Xenia Monty. Elle s'est suicidée en 1967.

## Filmographie
- 1955 : Mi marido y mi novio de Carlos Schlieper
- 1959 : Amor se dice cantando
- 1960 : El campeón soy yo
- 1964 : Cuidado con las colas

### Télévision
- 1955 : Tres valses [2]
- 1956 : Comedias musicales [3]
- 1956 : La abuela, la juventud y el amor [4]
- 1956 : Noches elegantes [5]
- 1957 : Bohême
- 1958 : Él, ella y los otros [6]
- 1959 : La azafata enamorada [7]
- 1959 : Amores cruzados
- 1960 : Tropicana Club
- 1963 : Un señor Locatti
- 1965 : El Especial

### Théâtre

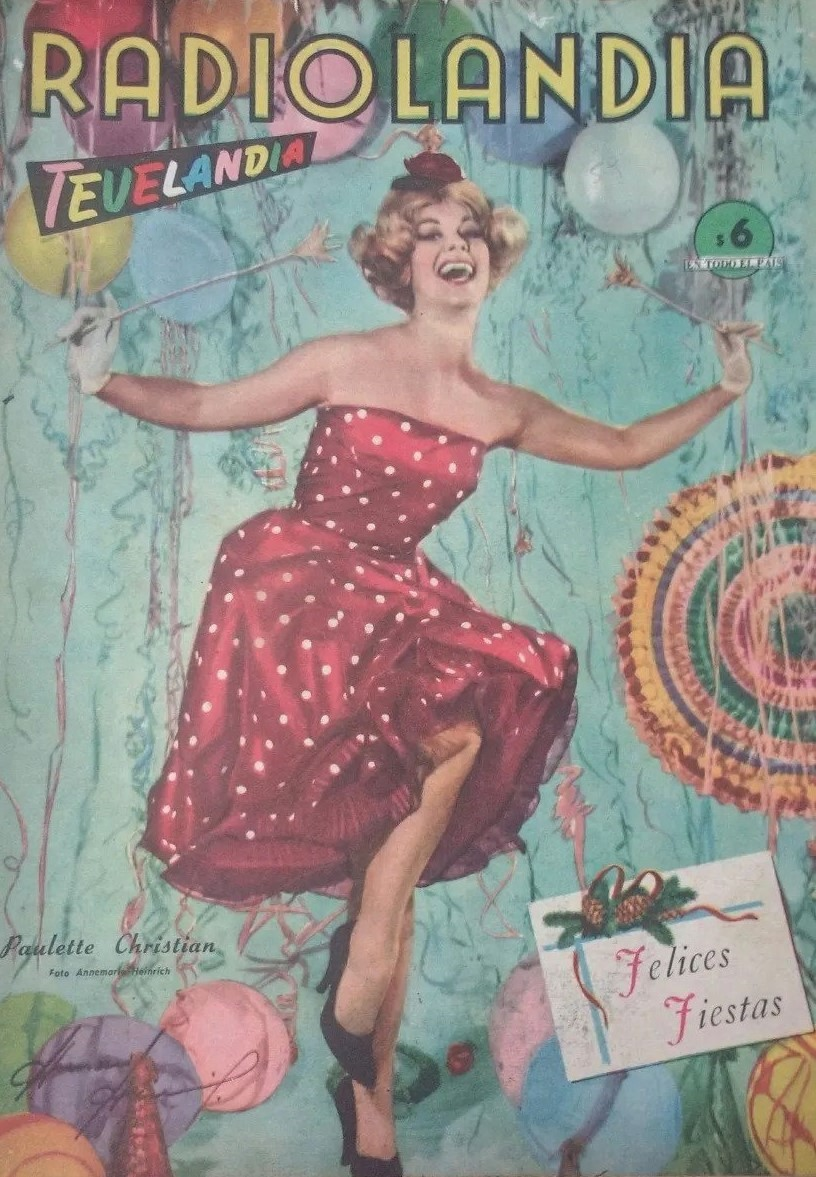
Paulette Christian par Annemarie Heinrich (1959)

- Polydora
- Un ruiseñor cantaba
- El signo de Kikota (1963)
- Boeing-Boeing (1964)
- Delicado equilibrio (1967)